# アルスー
アルスー（ロシア語:Алсу́）、本名:アルスー・ラリーフ・クズ・アブラモヴァ（タタール語:Alsu Rälif qızı Abramova / Алсу Рәлиф кызы Абрамова、1983年7月27日 - ）、あるいはアルスー・ラリーフォヴナ・アブラモヴァ（ロシア語:Алсу́ Рали́фовна Абрамова）、旧姓サーフィナ（Safina / Сафина、Са́фина）は、ロシアのポップ・ミュージック歌手である。ユーロビジョン・ソング・コンテストの2000年大会にロシア代表として参加して2位に入賞し、ヨーロッパ中にその名が知れ渡るようになった。アルスーはモスクワで開催されたユーロビジョン・ソング・コンテスト2009の決勝大会では司会を務めた。

## 来歴

### 初期
アルスーはソビエト連邦・ロシア共和国・タタールスタン自治共和国のブグルマ（Bögelmä）に生まれた。父親のラリーフ・ラフィロヴィチ・サフィンは寡頭資本家（オルガリヒ）であり、ルクオイルの元幹部であり、ロシア連邦議会の上院に相当する連邦会議の議員である。サフィンはソチのサッカー・クラブ、ジェムチュジナ・ソチ（Жемчужина-Сочи）のオーナーであり、2004年にはフォーブス誌によって世界で100番目の富豪とされた。アルスーの母親ラジヤ・イスハコヴナ（Разия Исхаковна）は建築家である。また、2人の弟、マラト（Марат）とレナルト（Ренард）がいる（テニス選手のマラト・サフィンとは関係ない）。民族的にはタタール人である。
1歳の時に、家族でタタールスタンからシベリアに移った。8歳になるまで、祖父母とともにシベリアで暮らした。5歳の時に両親にピアノをねだり、また私立の音楽学校に通うことを認められた。父親の仕事のためにモスクワで暮らした後、アメリカ合衆国のニューヨークへ、そしてイギリスへと引越し、そこで建築学部に入学した。ロンドンでの在住中、アルスーはたびたびロシアを訪ねた。
1998年、モスクワ川の河岸で行われた弟のマラトの結婚式で、アルスーはピアノを演奏し、「オールウェイズ・ラヴ・ユー」を歌った。この私的な演出の後、両親はアルスーにプロの歌手の道を歩むよう諭した。

### 音楽業界でのキャリアの始まり
15歳の時、音楽マネージャーのヴァレーリイ・ベルツェルコーフスキイ（Валерий Белоцерковский）を紹介された。アルスーは再び「オールウェイズ・ラヴ・ユー」を披露し、マネージャーはこれに感銘を受け、翌日から共に仕事をし始める。ロシアでのデビュー作となるセルフ・タイトルのアルバム『Алсу』（Alsu）は1999年9月16日に発売された。このアルバムはロシアで大きな商業的成功を収め、収録曲からは「Зимний сон」（Zimniy Son）、「Иногда」（Inogda）、「Весна」（Vesna）の3つのシングルが発売された。ロシアでの成功により、ユニバーサル・ミュージック・ロシアと契約し、同レーベルで初のロシア国内の契約アーティストとなった。
2000年、アルスーは初の英語の楽曲「Solo」を製作し、ユーロビジョン・ソング・コンテスト2000に挑み、2位入賞を果たした。「Solo」は10万枚を売り上げ、シングルの売り上げとしてロシア史上最多を記録した。この記録を破ったのはアルスーの次のシングルで、エンリケ・イグレシアスとの共演曲「You're My #1」であった。アルスーは、「私はクレムリンでの彼との共演を本当に楽しんだ、私たちの道がいずれ再び交わらんことを」と述べた。
ユーロビジョン2000での成功の後、アルスーはロシアで大規模なツアーを行った。17歳の誕生日を、地元ブルグマでのコンサートで祝し、12万人の人口のうち8万6千人がアルスーを見るために町の中心の広場に集まった。
アルスーはユーロビジョンの50周年を記念して2005年10月にデンマークのコペンハーゲンで開催された「Congratulations」にも参加し、「Solo」を歌った。

### 英語曲
2000年から2001年にかけて、『Alsou』と題した英語のアルバムの製作にあたった。アルバムはロシアでは2001年6月28日にリリースされた。アルバムはドイツ、ノルウェー、ポーランド、チェコ共和国、マレーシアでもリリースされた。リードシングルの「Before You Love Me」はMTV Selectで首位となり、アルスーは多数のテレビ番組に出演した後、イギリスではシングルは2001年4月30日にリリースされた。しかし、イギリスのチャート順位は27位に留まった。この年、これに引き続いてドイツやオーストラリアでもこのシングルがリリースされた。これに続く2枚目のシングル「He Loves Me」は2001年10月15日にドイツでリリースされたが、大きな成功とはならなかった。
イギリスではアルバムの発売は取りやめとなったが、その他のヨーロッパ諸国やマレーシアでは2001年から2002年にかけてアルバムは発売された。

### 2つのアルバムの間の時期
アルスーのロシアでのデビューアルバムは、新たに「Осень」（Osen）と「Когда любовь ко мне придет」（Kogda Lubov Ko Mne Pridiot）を加えて2001年と2002年に再リリースされた。
2002年夏、旧ソビエト諸国をツアーした。次のシングル「Летящая над облаками」（Letyashaya Nad Oblakami）のビデオクリップは、ロシアの映画館にて、ロシアのロマンス映画Atlantidaの上演前に披露された。この時期、アルスーは2つの楽曲と映画を収録していた。

### Trilogyと19
2002年夏、アルスーはモスクワでのコンサートの準備をしていた。彼女の「Trilogy」コンサートの企画は、地元紙から「重要な社会的・文化的イベント」のひとつとされた。「Trilogy」の企画は、わずか10日間のコンサート期間中に、3つの完全に異なった内容を披露するという、かつて前例のないものであった。
最初のショーは「Rossiya」コンサート・ホールにて開かれ、「アルスーと製作者たち」と題され、未公開の古い作品を披露した。2つめのショーは1500席しかないチャイコフスキー・ホールにて、オーケストラ形式で行われた。3つめのショーは「Solo」と題されたユーロ・ポップのショーであり、オリンピック・スタジアムにて開催され、ファンタジー趣向の会場設計の中で、新しいロシア語と英語の楽曲が披露された。3つめのショーのあと、アルスーは「Вчера」（Vchera）のビデオクリップを撮影した。
2003年1月23日、『19』と題した新しいアルバムがリリースされた。CDは批評家から好評を受け、同年4月には売り上げ数は50万枚に達した。『19』からは「Всё равно」（Vsyo Ravno）、「Вчера」（Vchera）、「Первый раз」（Perviy Raz）、「Мечты」（Mechty）、「Летящаая над облаками」（Letyashaya Nad Oblakami）、「Эткей」（Etkey）といったシングルが切り出された。
「19」の成功を受けて初の全国音楽賞の候補としてノミネートされた。2003年6月5日、外国のスタジオでの仕事を終えてモスクワに帰り着いたアルスーは、期せずして自分が「最優秀女性アーティスト」の受賞者となっていることを知り、歓喜の涙を流した。

### 2つめの英語アルバム
2枚目の英語のアルバム『Inspired』の製作には、ほぼ4年間を費やした。収録曲はロンドンやロサンゼルスで録音された。リードシングル「Always On My Mind」は、アルスーとMorten Schjolinが作詞した。2004年5月に著名なディレクターであるジョセフ・カーン（Joseph Kahn）によってビデオクリップが撮影された。2005年初頭、シングルはキャピタルFM（Capital FM）で披露され、その週のベスト・ニュース・シングルとなった。しかし、イギリスでの入念なプロモーション、セクシーなビデオクリップ、ウエストライフの助演を得てのツアー、ロンドンのクラブG.A.Y.でのパフォーマンスにもかかわらず、シングルのイギリスでの発売は、イギリスでの発売を引き受けたマーキュリー・レコードによって取りやめとなった。短期間の間、シングル商品が出回ったものの、正式なリリースはされないまま終わった。
アルスーは『Inspired』収録曲のほぼ全てにクレジットされている。プロデューサーにはレット・ローレンス（Rhett Lawrence）はバス・ブロス（Bass Bros）などの大物を起用した。ライオネル・リッチーの「Hello」のカバー曲も収録された。ネリーとの共演曲も製作されたが、まだ粗いデモの状態でリークされてしまった。アルバムは、これまでのアルスーの作品よりもギターを多用したつくりになっている。はじめ、バラッド主体の構成が予定されていたが、アルバムの方向性は大きく変更された。
2006年、アルスーと将来の夫であるヤンによって、ウェディング・ソング「Miracles」が録音された。楽曲は、結婚式の参加者限定でリリースされた。

### Samoe GlavnoeとTugan Tel
3枚目のロシア語のアルバム『Самое главное』（Samoe Glavnoe）は、2008年3月31日にユニバーサル・ミュージック・ロシアから、アルスーの作品として初めてLPでもリリースされた。このアルバムからは、「Небо」（Nebo、2005年）、「Самое главное（Samoe Glavnoe、2006年。視認できないが、ビデオクリップは妊娠中に撮影されたものである）、「А у Моей Любви（A u moei ljubvi、2007年。ビデオクリップは、ディレクターにアラン・カルツァッティ Alan Calzatti を起用し、ネヴァダ砂漠にて撮影された）がシングルリリースされた。2008年、初のタタール語のアルバムの収録も行った。アルバムは「Tugan Tel」と題され、タタール人の音楽や、タタールの楽器やコーラスを用いて製作された曲が収録されている。売り上げの全てが、アルスーとユニバーサル・ミュージックからタタールスタンの才能ある孤児たちのために投じられた。

### 音楽以外の活動
2004年6月、アルスーはビリー・パイパー（Billie Piper）、ルーク・メイブリー（Luke Mably）、エマ・キャサーウッド（Emma Catherwood）、サム・トラウトソン（Sam Troughton）らと共に、イギリスのホラー映画『Spirit Trap』に出演した。映画は2005年8月に封切された。アルスー自身が作詞した力強いバラード「Teardrops」がスタッフロール時に流された。映画は大きな成功を収めることなく、収益も少なかったが、後にDVD化された。アルスーが出演する2作目の映画は2009年の時点でまだ公開されていない。2006年、ロシアの君主を扱った歴史ドラマ「Vivat, Anna!」に出演した。映画のための楽曲も作成しており、『Самое главное』の最初のトラック（イントロ）にその旋律が使われている。
モスクワで開催されたユーロビジョン・ソング・コンテスト2009の決勝戦の司会を務めた。ユーロビジョンの司会者はフランス語への通訳の能力を求められるが、アルスーは流暢なフランス語で司会の仕事をこなした。
アルスーはロシア語でジャズのアルバムを収録している。

### 私生活
2006年3月18日、アルスーは、山岳ユダヤ人の一族の出身で富豪のヤン・アブラモフと結婚した。ヤンは花火でアルスーにプロポーズしたと言われている。2006年9月7日、アメリカ合衆国・ロサンゼルスのシダーズ＝シナイ医療センター（Cedars-Sinai Medical Center）にて、娘のサフィーナを出産した。娘の名前は夫のヤンが決めたものである。この名前はアルスーの旧姓と同じつづりであるが、アルスーの旧姓は最初の音節に強勢がつく「サーフィナ」である一方、娘の名前は2番目の音節に強勢がつく「サフィーナ」である。2008年4月29日、2人目の娘ミケラを出産した。

## 賞
- タタールスタン共和国、国民歌手
- ブグルマ名誉市民
- 最も売れたロシアのアーティスト（ワールド・ミュージック・アワード2001）
- 最優秀ロシア歌手（MTV Europe Music Awards 2001）
- 2000年に最も売れたシングル（ロシア国民レコード賞、「You're My #1」に対して）

## ディスコグラフィー

### アルバム
注記のないものはロシア語のアルバムである。
- Алсу（1999年） - ロシアでのデビュー・アルバム。2001年に2つの曲を追加して再リリース
- Alsou（2001年） - 初の英語アルバム
- Мне приснилась осень（2002年） - 5つの曲を追加したデビュー・アルバムの2回目の再リリース
- 19（2003年） - 2枚目のロシア語のアルバム
- Самое главное（2008年） - 3枚目のロシア語のアルバム
- Tugan Tel / Rodnaya Rech（2008年） - 初のタタール語のアルバム
- Inspired - 2枚目の英語のアルバム

### ゲスト参加作品
- レス・ポール・トリビュート - American Made World Played（2005年） - レス・ポール&フレンズ名義のアルバム。収録曲「ハウ・ハイ・ザ・ムーン」にフィーチャリング・ゲストとして参加。